# Bahnhof Rosebank

Streckenführung des Gautrain-Nahverkehrssystems

Der Bahnhof Rosebank des südafrikanischen Nahverkehrssystems Gautrain befindet sich auf dem Gebiet der Metropolgemeinde City of Johannesburg im Stadtteil Rosebank. Der unterirdisch angelegte Bahnhof liegt an der Oxford Street zwischen Baker Street und Tyrwhitt Avenue. Die Passagiere gelangen über Rolltreppen und Aufzüge von und zu den Bahnsteigen.
Der Bahnhof liegt an der Nord-Süd-Strecke des Gautrain zwischen deren Endpunkten Hatfield und Park Station. Passagiere mit dem Ziel Rhodesfield oder OR Tambo International Airport müssen in der Station Sandton umsteigen.

## Anschlüsse mit anderen Verkehrsträgern

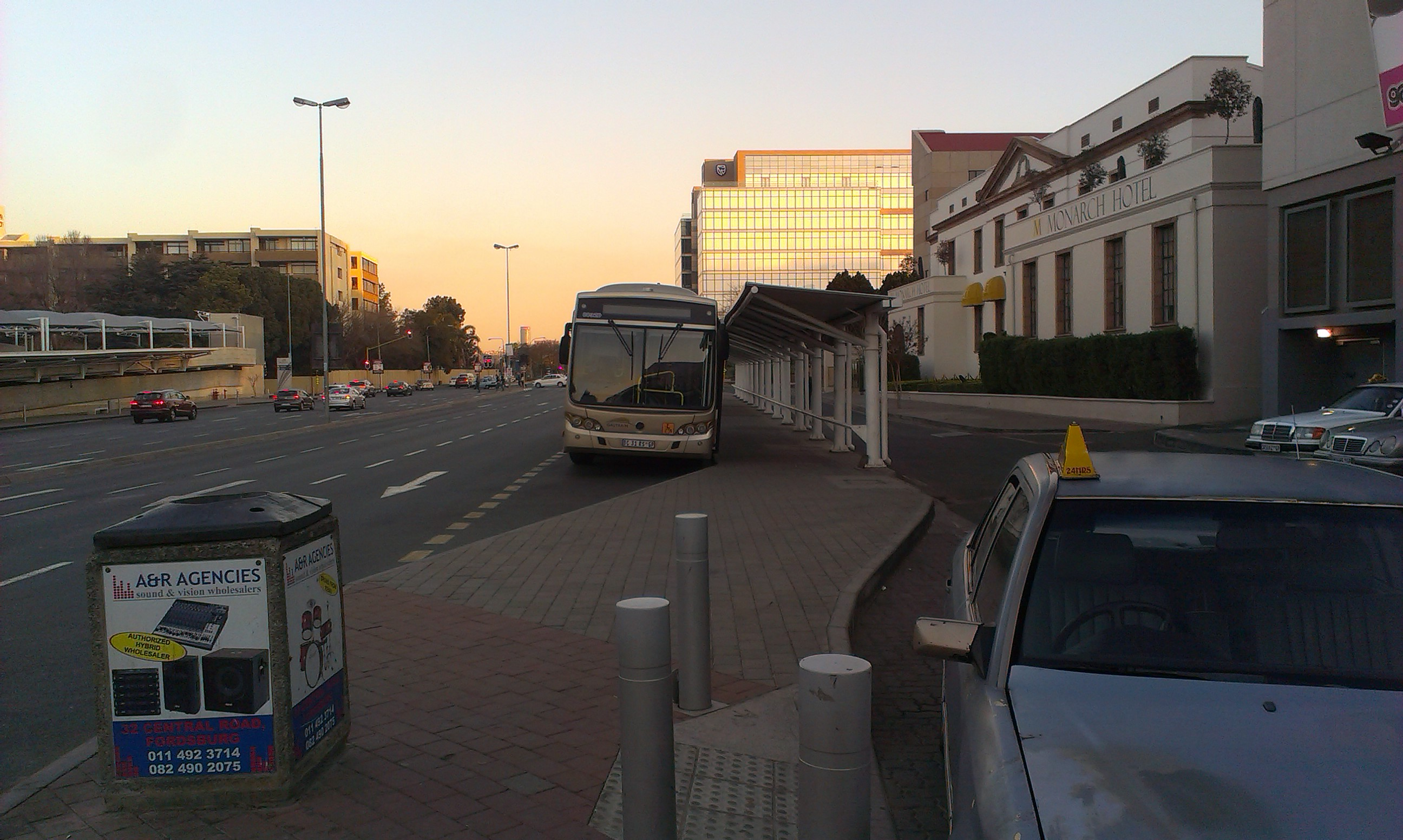
Gautrain-Bus an der Haltestelle für die Rosebank-Station

Die Station erreicht man mit verschiedenen Verkehrsangeboten. Dazu zählen der Gautrain-Busservice für Gautrain-Passagiere, ein eigenes Zubringersystem an den Stationen, ferner Busse des kommunalen Rea Vaya Bus Rapid Transit, des Johannesburg Metropolitan Bus Service (Metrobus) sowie Taxidienste.
Nahe der Gautrain-Station befinden sich Park-and-Ride-Stellplätze.

## Urbane Funktionsbereiche und Sehenswürdigkeiten nahe der Station
- Einkaufszentren: Rosebank Mall, The Zone, Killarney Mall und African Market,
- die Fußgängerzone Melrose Arch,
- Cricket-Stadion des Wanderers Club und dessen Golfplätze,
- Zoo Johannesburg,
- Museum of Military.